# 里贝讷
里贝讷（法語：Ribennes，法語發音：[ʁibɛn]）是法国洛泽尔省的一个旧市镇，属于芒德区。2019年，里贝讷与市镇拉尚合并为新市镇拉尚-里贝讷，里贝讷为新市镇行政中心。

## 地理
里贝讷（44°38'21"N, 3°23'52"E）面积24.97 平方千米，位于法国奧克西塔尼大區洛泽尔省，该省份为法国南部内陆省份，北起上盧瓦爾省和康塔爾省，西接阿韦龙省，南至加尔省，东临阿尔代什省。
与里贝讷接壤的市镇（或旧市镇、城区）包括：塞沃雷特、圣加勒、圣阿芒、里约托尔德朗东、拉尚、雷库莱德菲马、圣索沃尔德佩尔、雅沃尔、蒙德朗东。
里贝讷的时区为UTC+01:00、UTC+02:00（夏令时）。

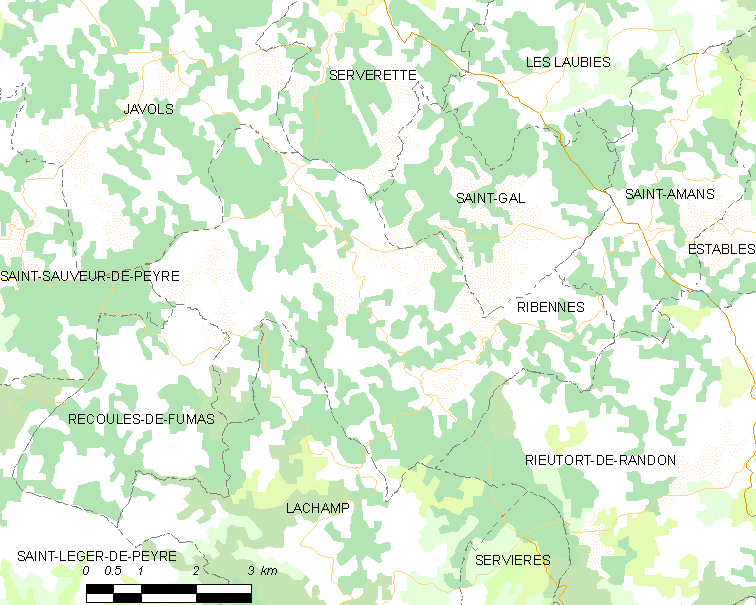
里贝讷的OSM定位图

## 行政
里贝讷的邮政编码为48700，INSEE市镇编码为48126。

## 政治
里贝讷所属的省级选区为马尔沃若勒县。

## 人口

1962-2008年间里贝讷人口变化图示

里贝讷于2018年1月1日时的人口数量为177人。